# Liga de los Comunistas de Croacia
La Liga de Comunistas de la República Socialista de Croacia ( en serbocroata: Savez komunista Hrvatske   o SKH ) fue la rama croata de la Liga de los Comunistas de Yugoslavia, el único partido legal de Yugoslavia entre 1945 y 1990. Hasta 1952, fue conocido como Partido Comunista de Croacia (Komunistička partija Hrvatske, KPH).

## Historia
El partido se fundó formalmente en 1937 con Pavle Gregorić como su primer secretario general. Las razones por las que KPJ tenía su rama específicamente croata eran en parte ideológicas, en parte prácticas. Croacia, al igual que Eslovenia, que tendría su Partido Comunista al mismo tiempo, era la parte más industrializada del país, con el mayor porcentaje de clase trabajadora en la población y, por lo tanto, con más probabilidades de adoptar el comunismo que la Serbia rural.
La otra razón, más práctica, estaba en la creciente marginación de los comunistas en la vida política croata debido a que el público estaba más preocupado por las cuestiones étnicas y la posición de Croacia dentro de Yugoslavia (cf. Croacia en la primera Yugoslavia ). Las aspiraciones territoriales de la Italia fascista hacia las partes croatas de Yugoslavia también presentaban una oportunidad para la creación de amplias alianzas dominadas por los comunistas siguiendo el modelo del Frente Popular .
Antes de la formación del Partido Comunista de Croacia había un Comité Provincial croata-eslavónico del Partido Socialista de los Trabajadores de Yugoslavia (Comunistas) y había una estructura de partido desarrollada del Partido Socialista de Croacia y Eslavonia. Dalmacia tuvo sus propias estructuras hasta 1937.

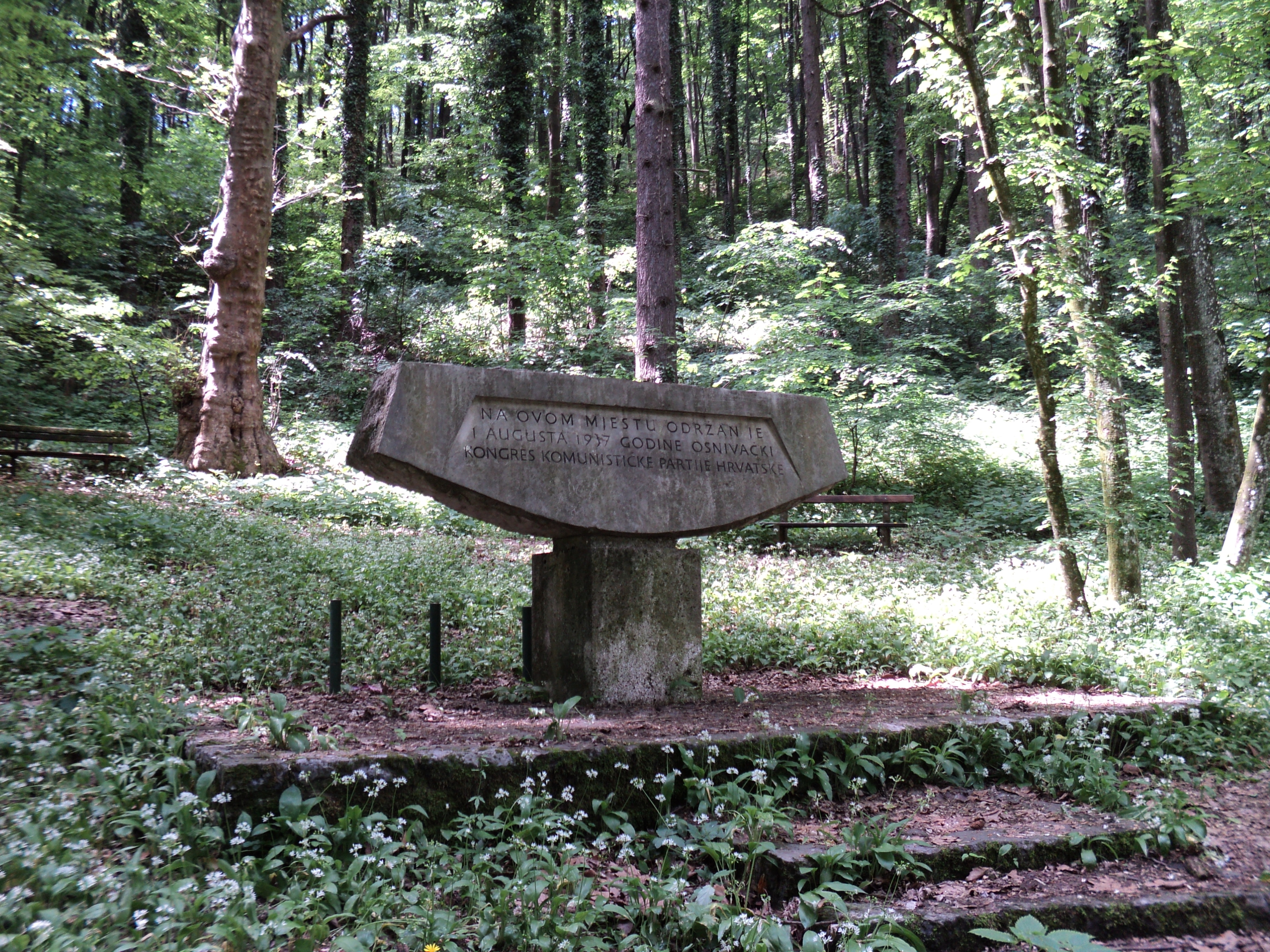
Monumento en Anindol, construido en el lugar de establecimiento del Partido Comunista de Croacia en 1937.

El partido era ilegal y, por lo tanto, su actividad se realizó de forma clandestina, especialmente después del Acuerdo Cvetković-Maček de 1939 y la creación de la banovina de Croacia dentro del Reino de Yugoslavia.
La suerte del partido cambió drásticamente con la invasión del Eje de Yugoslavia en 1941 y la creación del Estado Independiente de Croacia . Al comienzo de la ocupación del Eje de Yugoslavia, Aleksandar Ranković era secretario del Comité Central del Partido Comunista de Croacia . Aunque KPH hizo que muchas de sus figuras principales fueran arrestadas y asesinadas por el nuevo régimen, se mantuvo lo suficientemente fuerte como para formar lo que se convertiría en el único movimiento de resistencia verdaderamente efectivo en Croacia: los partisanos . KPH se basaba en motivos ideológicos más que étnicos y, por lo tanto, tenía apoyo tanto en las zonas étnicas croatas como en las étnicas serbias. Esto permitió a los partisanos de Josip Broz Tito montar una exitosa campaña de guerrillas. La plataforma de KPH de reorganización de Yugoslavia en la posguerra por motivos federales también atrajo a muchos croatas no comunistas a su causa, especialmente en las últimas etapas de la guerra.
En 1945, Yugoslavia se federalizó de hecho y Croacia se convirtió en una república, pero su autonomía nominal fue de poca importancia, ya que KPJ estaba fuertemente centralizado y KPH, renombrado como SKH en 1952, era su parte integral.

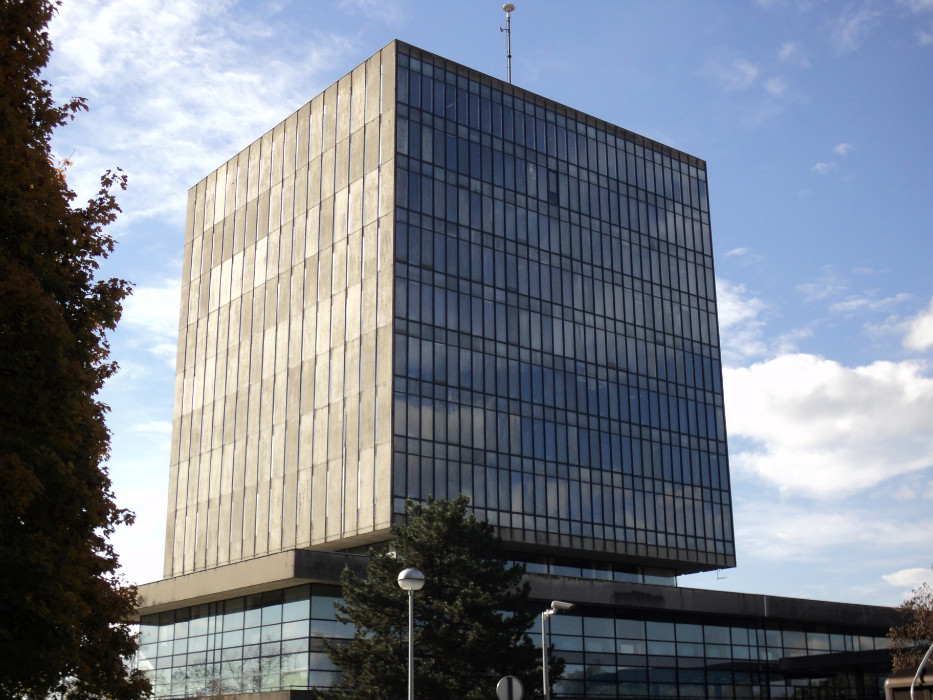
El edificio ("pequeño cubo"). Antigua sede de la Liga de Comunistas de Croacia en Zagreb.

Las cosas comenzaron a cambiar a fines de la década de 1960 con Tito permitiendo políticas reformistas encarnadas en la nueva generación de líderes comunistas. Esta generación incluía a los líderes de SKH Savka Dabčević-Kučar y Miko Tripalo, quienes iniciarían el movimiento llamado Primavera Croata, abogando por una mayor autonomía de Croacia dentro de Yugoslavia. Abogaron contra el centralismo que benefició de manera desproporcionada a las partes orientales de Yugoslavia, especialmente Serbia y Macedonia .
Sin embargo, el movimiento creó mucha tensión étnica y una creciente oposición de los miembros más conservadores del Partido. En diciembre de 1971, en la conferencia de Karađorđevo del SKJ, Tito se distanció públicamente de la Primavera croata, lo que provocó el fin del movimiento. Usando el supuesto nacionalismo croata como pretexto, SKH fue posteriormente purgado de la mayoría de sus elementos liberales y reformistas.
Como resultado, SKH en la década de 1970 se convirtió en una de las secciones más conservadoras de SKJ y siguió interesada en mantener el statu quo ideológico y político incluso cuando otras ramas de SKJ comenzaron a explorar nuevas ideas. Por eso, SKH a finales de la década de 1980 tardó en reaccionar cuando la Liga de Comunistas de Serbia bajo Slobodan Milošević pretendía reafirmar interés interno serbio. SKH comenzó a condenar abiertamente a Milošević solo en 1989 después de las manifestaciones nacionalistas serbias en áreas que luego se convertirían en la República de Krajina Serbia .
Otra razón para este cambio de política fue la perspectiva cada vez más evidente de que SKH se viera obligado a permitir alguna forma de democracia multipartidista y que su poder se probara en elecciones libres. SKH adoptó rápidamente una nueva plataforma reformista e impulsó las enmiendas constitucionales que permitieron las primeras elecciones libres en 1990. En enero de 1990, la delegación del partido croata encabezada por Ivica Račan abandonó el XIV Congreso de SKJ, pocas horas después de que la delegación del partido esloveno lo hiciera por una disputa con la delegación del partido serbio.
En los meses siguientes, SKH intentó con todas sus fuerzas presentarse como un partido moderno y reformista, cambiando su nombre a un nuevo partido que finalmente se convertiría en el Partido Socialdemócrata de Croacia . Sin embargo, esos y otros cambios no fueron muy convincentes para el electorado croata y SKH perdió el poder ante la Unión Democrática Croata de Franjo Tuđman .
Se estima que en la década de 1980, durante su apogeo, el SKH tenía alrededor de 300-400,000 miembros. Encuestas posteriores mostraron que la mayoría de los miembros abandonaron el partido en 1990, y solo una minoría permaneció activa en política. De ellos, la mayoría se unió a la HDZ .
Otra razón por la que el Partido perdió apoyo en Croacia fue porque fue acusado de estar dominado por la minoría serbia. La influencia serbia fue en ocasiones desproporcionada. En 1989, el 30% de los miembros de la Liga de Comunistas de Croacia eran serbios, mientras que su porcentaje general en la república era inferior al 13%.
Los serbios ocuparon la presidencia del partido dos veces, una hasta 1942 con Rade Končar, la otra desde 1986 hasta 1989 por Stanko Stojčević.

## Presidentes del Comité Central de la Liga de los Comunistas de la RS de Croacia
| N.º                            | Imagen                         | Nombre                         | Desde                          | Hasta                          |
| Secretarios del Comité Central | Secretarios del Comité Central | Secretarios del Comité Central | Secretarios del Comité Central | Secretarios del Comité Central |
| ------------------------------ | ------------------------------ | ------------------------------ | ------------------------------ | ------------------------------ |
| 1                              |                                | Andrija Hebrang                | 1942                           | Octubre de 1944                |
| 2                              |                                | Vladimir Bakarić               | Octubre de 1944                | 1969                           |
| 3                              |                                | Savka Dabčević-Kučar           | 1969                           | 14 de diciembre de 1971        |
| 4                              |                                | Milka Planinc                  | 14 de diciembre de 1971        | Mayo de 1982                   |
| 5                              |                                | Jure Bilić                     | Mayo de 1982                   | 1 de julio de 1983             |
| 6                              |                                | Josip Vrhovec                  | 1 de julio de 1983             | 15 de mayo de 1984             |
| 7                              |                                | Mika Špiljak                   | 15 de mayo de 1984             | Mayo de 1986                   |
| 8                              |                                | Stanko Stojčević               | Mayo de 1986                   | 13 de diciembre de 1989        |
| 9                              |                                | Ivica Račan                    | 13 de diciembre de 1989        | Noviembre de 1990              |

## Nuevo partido comunista
El 29 de noviembre de 2005, la fecha elegida específicamente como el Día de la República, antiguo día festivo en la Yugoslavia socialista, un grupo de disidentes del Partido Laborista Socialista de Croacia en Vukovar intentó fundar un nuevo partido político llamado Partido Comunista de Croacia, pero al final fracasaron. para registrarse y organizar. En 2013, un nuevo hr fundó y se convirtió en parte registrada.
Este nuevo partido no debe confundirse con KPH / SKH porque, a diferencia del Partido Socialdemócrata de Croacia, no es su sucesor formal.